# Petroglifos de Quiaca
Los petroglifos de Quiaca son un conjunto de grabados de origen amazónico localizados en el valle de Quiaca. Son un conjunto de caras y otros símbolos de origen amazónico que probablemente fueron grabados en el primer milenio de nuestra era.

## Localización
El pueblo de Quiaca (distrito de Quiaca), está ubicado a 3.000 metros de altura en ceja de selva, en el departamento de Puno, en Perú. 
Algunos petroglifos similares a mapas se encuentran en la población de Poquera Grande, mientras que los más importantes se encuentran cerca del río Quiaca. 

## Interpretaciones
Según el investigador italiano Yuri Leveratto, estos petroglifos (dos rostros y otros signos de estilo amazónico), se parecen a los petroglifos de Pusharo, y fueron grabados por antiguos pueblos amazónicos en su camino hacia la sierra. Según Leveratto estos pueblos se fueron a la sierra para intercambiar productos de la selva (hoja de coca, ayahuasca, oro, plumas), con los productos de la sierra (cereales, camélidos andinos).
- Datos: Q2076497